# Colton (Nowy Jork)
Colton – town w Stanach Zjednoczonych, w stanie Nowy Jork, w hrabstwie St. Lawrence.
Powierzchnia town wynosi 254,95 mi² (około 660,3 km²). W 2010 roku jego populacja wynosiła 1451 osób. W 2000 roku zamieszkiwało je 1453 osób, a w 1990 mieszkańców było 1274.